# Vransko
Vransko là một khu tự quản (tiếng Slovenia: občine, số ít – občina) trong vùng Savinjska của Slovenia. Vransko có diện tích 53.3 km2, dân số là theo điều tra ngày 31 tháng 3 năm 2002 là 2457 người. Thủ phủ khu tự quản Vransko đóng tại Vransko.